# Erica Carroll
Pour les articles homonymes, voir Carroll.
Erica Carroll est une actrice canadienne, née en Colombie-Britannique. 
Elle est principalement connue pour les rôles de Dottie Ramsey dans la série américaine Le cœur a ses raisons et d'Hannah dans Supernatural.

## Biographie

### Enfance
Erica est la benjamine d'une famille d'immigrant irlandais originaire de Dublin. Elle passe la majeure partie de son enfance entre Fort St. John et Duncan en Colombie britannique.
Alors qu'elle commence à danser dès l'âge de 4 ans, elle s'oriente plutôt vers une carrière d'actrice. Elle rejoint la American Academy of Dramatic Arts située à Los Angeles puis The Gaiety School of Acting à Dublin. 
Kitty McShane, actrice irlandaise est sa grand tante.

## Filmographie

### Cinéma
- 2001 : G.O.D. : Ann Stanton
- 2002 : Follow the Leade : inconnue
- 2003 : Sometimes a Hero : Bartender
- 2004 : Carmilla, the Lesbian Vampire :	Mary
- 2005 : When Jesse Was Born : Laura Ferrell
- 2008 : 8.5 Hours : Fiona
- 2010 : Confined : Careese Neys
- 2011 : Pressed: Leanne
- 2011 : Apollo 18 : la fiancée de John
- 2012 : The Wishing Tree : Elizabeth Scott
- 2013 : Cinemanovels : Debbie
- 2013 : Afterparty : Sephora
- 2014 : Feed the Gods : Janet Oates
- 2014 : PLAN b : Margaret
- 2015 : The Review : Rita
- 2015 : Mr. Richard Francis : Mme Wendy Francis
- 2016 : The Unseen : la mère de Bob

## Télévision

### Série télévisée
- 2000–2002 : Au-delà du réel : Infirmière / Elizabeth Andrews /Claudia (4 épisodes)
- 2001 : Les Nuits de l'étrange : une étudiante (1 épisode)
- 2002 : UC: Undercover : Cynthia McKormack (1 épisode)
- 2002 : John Doe : la petite amie : (1 épisode)
- 2005 : Killer Instinct : une policière (1 épisode)
- 2005 : Les Maîtres de l'horreur : Mia (1 épisode)
- 2005–2006: Réunion : Destins brisés :  une serveuse (2 épisodes)
- 2006 : Battlestar Galactica : Civilian (1 épisode)
- 2006 : Les 4400 : Une réceptionnsite (1 épisode)
- 2006 : Supernatural : une infirmière et une mère (saison 1, 2 épisodes)
- 2010 : Riese: Kingdom Falling : Mère (1 épisode)
- 2010 : Smallville : Inza Nelson (1 épisode)
- 2010 : V : Lillie (1 épisode)
- 2010 : The Troop : Cinnamon (1 épisode)
- 2010 : Fringe : Agent du FBI débutant (1 épisode)
- 2012 : Citizen : la liaison (1 épisode)
- 2012 : L'Heure de la peur : Mère / Dixel, Janet (1 épisode)
- 2012 : Alcatraz : Betty Hastings 	(1 épisode)
- 2013 : Rogue : Emily Chen (1 épisode)
- 2013 : Almost Human : Mme Rivera (1 épisode)
- 2013-2014 :	Spooksville : Laurel Hall (4 épisodes)
- 2013-2014 : Supernatural : Hannah / Caroline Johnson (7 épisodes)
- 2014 : Motive : Shelly Carpenter (1 épisode)
- 2014 : Le cœur a ses raisons : Dottie Ramsey (6 épisodes)
- 2015: Paranormal Solutions Inc. : Ravina (1 épisode)

### Téléfilm
- 2005 : Pour l'amour de Millie (Saving Milly) : Alexandra Kondracke
- 2010 : Ecran de fumée : Hallie
- 2010 : Le garçon qui criait au loup : Katrina Sands
- 2010 : The Cult :	Female Greeter #1
- 2012 : Mauvaise influence :  Lynn
- 2012 : Duke : Theresa
- 2014 : My Gal Sunday : Kim
- 2014 : L'amour de mes rêves : Karen Smith

## Récompenses et Nominations

### Récompenses
- Canadian Filmmakers' Festival pour « Best Ensemble Cast »[1]
  - 2014 : Afterparty : Sephora

### Nominations
- Leo Awards de la « Meilleure actrice dans un court métrage dramatique »[2]
  - 2006 : When Jesse Was Born : Laura Ferrell